# Synaptolepis retusa
Synaptolepis retusa är en tibastväxtart som beskrevs av H. H. W. Pearson. Synaptolepis retusa ingår i släktet Synaptolepis och familjen tibastväxter. Inga underarter finns listade i Catalogue of Life.